# لیون توماس سوم
لیون توماس سوم (انگلیسی: Leon Thomas III؛ زادهٔ ۱ اوت ۱۹۹۳) یک موسیقی‌دان اهل ایالات متحده آمریکا است. وی از سال ۲۰۰۳ میلادی تاکنون مشغول فعالیت بوده‌است.
از فیلم‌ها یا برنامه‌های تلویزیونی که وی در آن نقش داشته است می‌توان به ویکتوریوس، آگوست راش، دیترویت اشاره کرد.